# Cyclo (película)
Cyclo (en vietnamita: Xích Lô sɨt̚˦˥ lo˧˧) es una película dramática vietnamita de 1995 de Tran Anh Hung y protagonizada por Lê Văn Lộc, Tony Leung Chiu Wai y Trần Nữ Yên Khê. El fil ganó el León de Oro del Festival Internacional de Cine de Venecia de 1995.

## Argumento
Un chaval de 18 años queda huérfano después de que su padre muriera en un accidente de camión. Después de la muerte del padre, el niño tiene que hacerse cargo del trabajo del padre, pedaleando un ciclomotor de alquiler por las concurridas calles de Saigón para ganarse la vida. Viviendo con el chico en una casa pequeña, están su abuelo, que repara llantas a pesar de su mala salud, su hermana pequeña, que limpia zapatos para los clientes de restaurantes del barrio, y su hermana mayor, que lleva agua en un mercado local. Sus vidas pobres pero pacíficas se ponen en peligro cuando una pandilla roba el ciclo. Al no tener dinero para pagar el ciclo robado, el niño se ve obligado a unirse a una organización criminal y está bajo la supervisión de un inquietante líder de la pandilla, que también es poeta.

## Elenco
- Lê Văn Lộc como el motociclista
- Tony Leung Chiu Wai como el poeta
- Trần Nữ Yên Khê como la hermana mayor del motociclista
- Nguyen Nhu Quynh como la mujer de la tienda de motos